# Bureau of Reclamation
Le Bureau of Reclamation (anciennement le Reclamation Service) est un organisme fondé en 1902 relevant du département de l'Intérieur des États-Unis qui supervise la gestion des ressources en eau, en particulier la surveillance et/ou l'exploitation des dérivations d'eaux, de sa livraison et de son stockage, ainsi que des projets hydroélectriques construits dans l'Ouest des États-Unis.
Actuellement le Bureau of Reclamation reste le premier distributeur d'eau potable des États-Unis, avec plus de 31 millions de foyers desservis, dont un agriculteur de la côte ouest sur 5 pour les eaux d'irrigation, et une surface cultivée de plus de 4 millions d'hectares couvrant 60 % de la production américaine de légumes et 25 % de sa production en fruits. L’US Bureau of Reclamation est aussi le second producteur d'hydroélectricité dans l'Ouest des États-Unis.

## Histoire

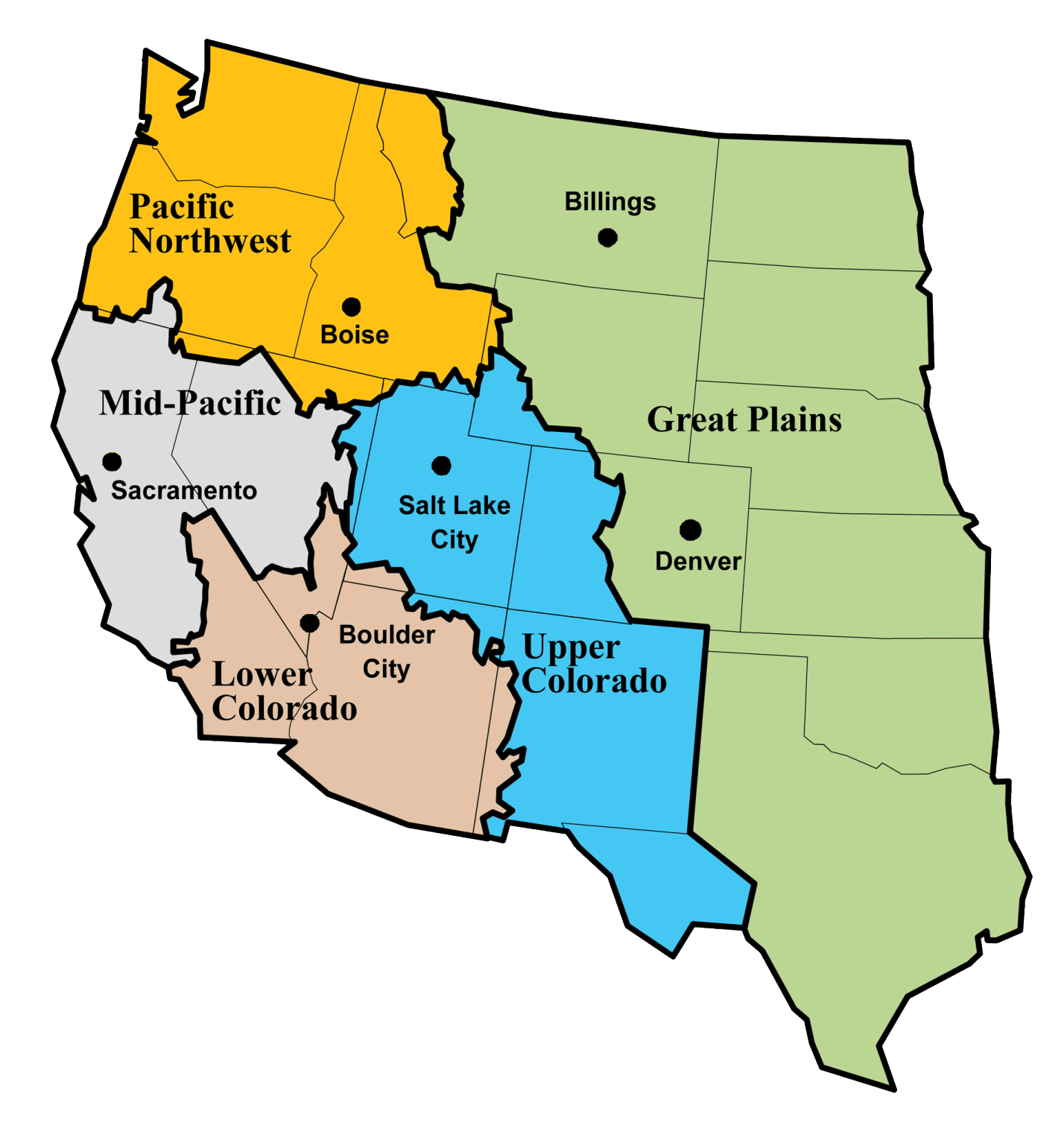
Organisation territoriale du Bureau of Reclamation.

Cette administration a été créée comme division de l'Institut d'études géologiques des États-Unis le 17 juin 1902 par le secrétaire d’État américain Ethan A. Hitchcock, en application du Reclamation Act. Elle était chargée d'instruire les projets d'exploitation des eaux souterraines et de surface pour les terrains non-privés à l'ouest des Montagnes Rocheuses, la vente ou la location de territoires fédéraux finançant le Bureau. Le Texas n'ayant pas de terrains fédéraux, il fallut une décision du Congrès (1906) pour donner compétence au Bureau of Reclamation dans cet état.
De 1902 à 1907, ce service instruisit 30 demandes d'exploitation. Alors le secrétariat d' État en fit une administration indépendante du département des Affaires intérieures. Frederick Haynes Newell en fut le premier directeur.
Le Bureau of Reclamation a été le maître d'ouvrage de quelques-uns des plus grands barrages des États-Unis, parmi lesquels le Minidota Project (1904-1906), le barrage Hoover (1931-1936) et le barrage de Grand Coulee (1933-1942).